# Chicualacuala
Chicualacuala – miasto na Mozambiku, w prowincji Gaza.